# Nguyễn Thế Vinh
Nguyễn Thế Vinh (sinh 1970), biệt danh "Quái kiệt" Nguyễn Thế Vinh, là một nghệ sĩ Việt Nam.

## Vài nét về tiểu sử
Nguyễn Thế Vinh (sinh 1970) tại làng quê nghèo xứ cát Bắc Bình, Bình Thuận. Khi lên 8 tuổi, Nguyễn Thế Vinh bị ngã gãy tay và phải cưa cụt tay phải. Với một tay còn lại, anh có thể hòa tấu guitar và thổi Harmonica một cách nhuần nhuyễn. Để có thể điều chỉnh từng nốt nhạt trên cung đàn, anh đã mất hơn ba năm để tìm ra một cách riêng khi mình chỉ có một cánh tay.
Đầu năm 2004, Thế Vinh tình cờ gia nhập hội quán Hội ngộ, nơi lưu giữ nhiều kỷ niệm của cố nhạc sĩ Trịnh Công Sơn. Với Vinh thì "Nghệ thuật không có sự thông cảm, dù khi bị khuyết tật".
Nhà báo, Nhạc sĩ Hữu Trịnh nhận xét:
"Tôi từng nghe Vinh đàn cách đây cũng lâu, đó là một tay đàn đặc biệt. Vinh đặc biệt vì một tay chơi guitar – phải có trình độ kỹ thuật cao mới có thể dùng kỹ thuật Coule (vừa bấm vừa móc bằng một tay), lại là tay trái. Hơn thế, vừa chơi guitar, vừa chơi Harmonica mà không cần người đệm là một sự khó khăn; chơi hai tuyến giai điệu độc lập sẽ rất khó vì đòi hỏi khả năng tập trung rất cao. Phải có có năng khiếu thực thụ mới có khả năng tập luyện những "ngón đàn" đó, nếu không, có tập luyện mấy chục năm cũng sẽ thất bại mà thôi". 
Những người bạn tâm giao của Thế Vinh là Hà Chương và Thủy Tiên. Họ cùng nhau lập nhóm hát - ban nhạc "Món quà của sóng" và cho ra mắt album đầu tay cùng tên. Hà Chương lúc đó là sinh viên khiếm thị, được biết đến là một nhạc sĩ có tài. Thủy Tiên bị khuyết tật ở miệng vẫn hát hay những ca khúc Trịnh Công Sơn và đã ra mắt album "Xin cho tôi".

## Nhạc phẩm quen thuộc

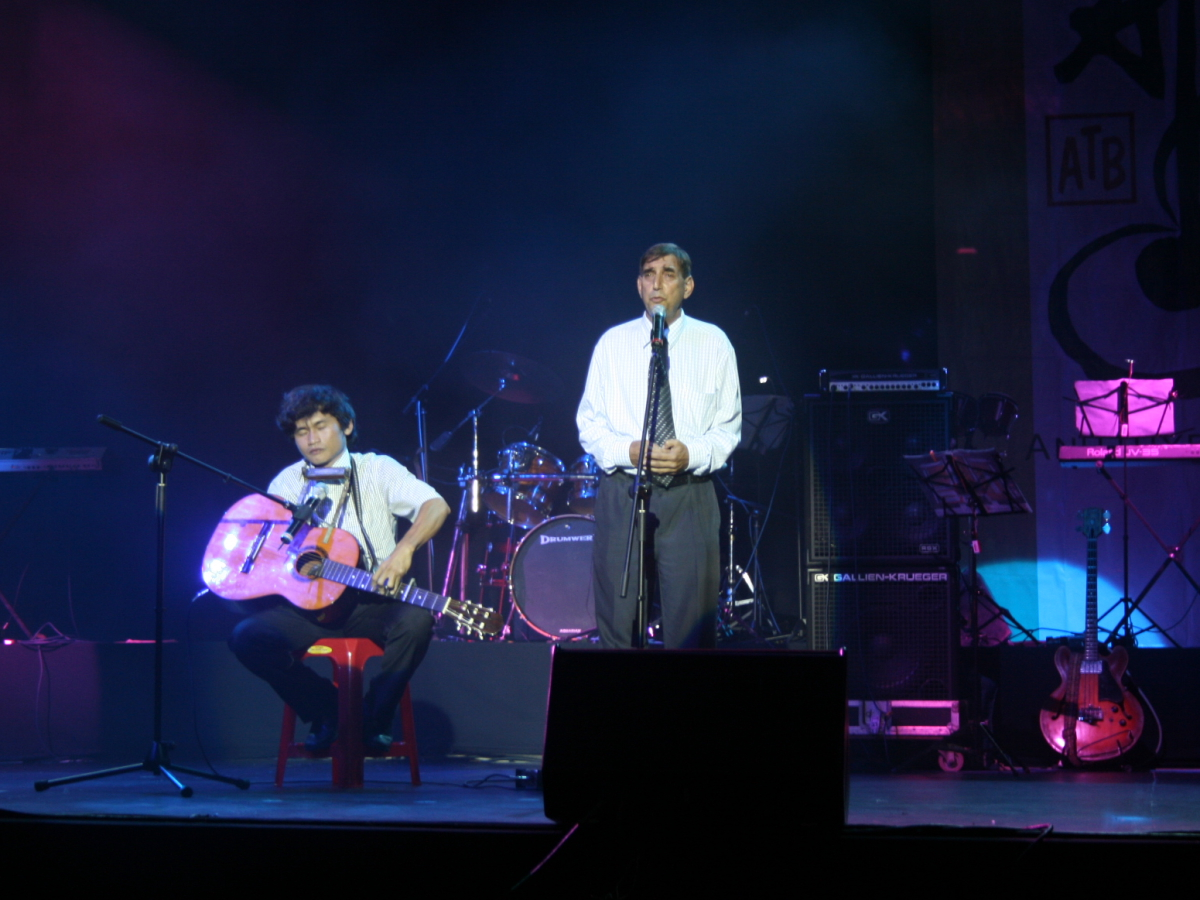
Quái kiệt và Richard Fuller biểu diễn bài "Biển nhớ" tại Festival Huế 2008

Những nhạc phẩm mà Vinh thường diễn tấu đa số là của nhạc sĩ Trịnh Công Sơn:
- Cát bụi,
- Diễm xưa,
- Ngụ ngôn mùa đông,
- Biển nhớ,
- Thương một người...